# Galió de Manila

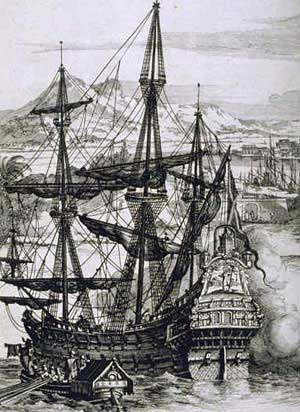
Gravat d'un galió espanyol.

El galió de Manila, també galió de Manila-Acapulco o galió d'Acapulco, era una ruta marítima espanyola que creuava l'oceà Pacífic un o dos cops l'any, entre Manila (Filipines) i els ports de Nova Espanya (avui Mèxic), principalment Acapulco. Les mercaderies eren després transportades per terra des d'Acapulco a Veracruz i posteriorment, eren reembarcades de Veracruz a les ciutats espanyoles de Sevilla i Cadis. El nom del vaixell variava segons fos la ciutat de destí.
El servei va ser inaugurat el 1565 amb el descobriment de la ruta oceànica pel cosmògraf espanyol Andrés de Urdaneta en un viatge de tornada en què va descobrir el corrent de Kuroshio, i va continuar fins a 1815 quan la Guerra d'Independència de Mèxic va posar un final permanent a la ruta comercial galió. El primer vaixell va partir el 1565 des de les Filipines cap a Acapulco, inaugurant d'aquesta manera la ruta comercial. Els vaixells sortien d'Acapulco, dirigint-se a les Filipines amb escala a Guam i tornant després de donar una volta al nord per tal de seguir l'esmentada corrent de Kuroshio. Els vaixells que salpaven de Veracruz anaven generalment carregats de mercaderies d'Orient procedents dels centres comercials de les Filipines, més els metalls preciosos i recursos naturals de Mèxic, Amèrica Central i el Carib.
Gairebé 50 anys després de la mort de Cristòfor Colom, els galions de Manila finalment complir el seu somni de navegar rumb a l'oest per arribar a Àsia per tal de beneficiar del ric comerç amb l'oceà Índic.

## Colonització i conquesta de les Filipines

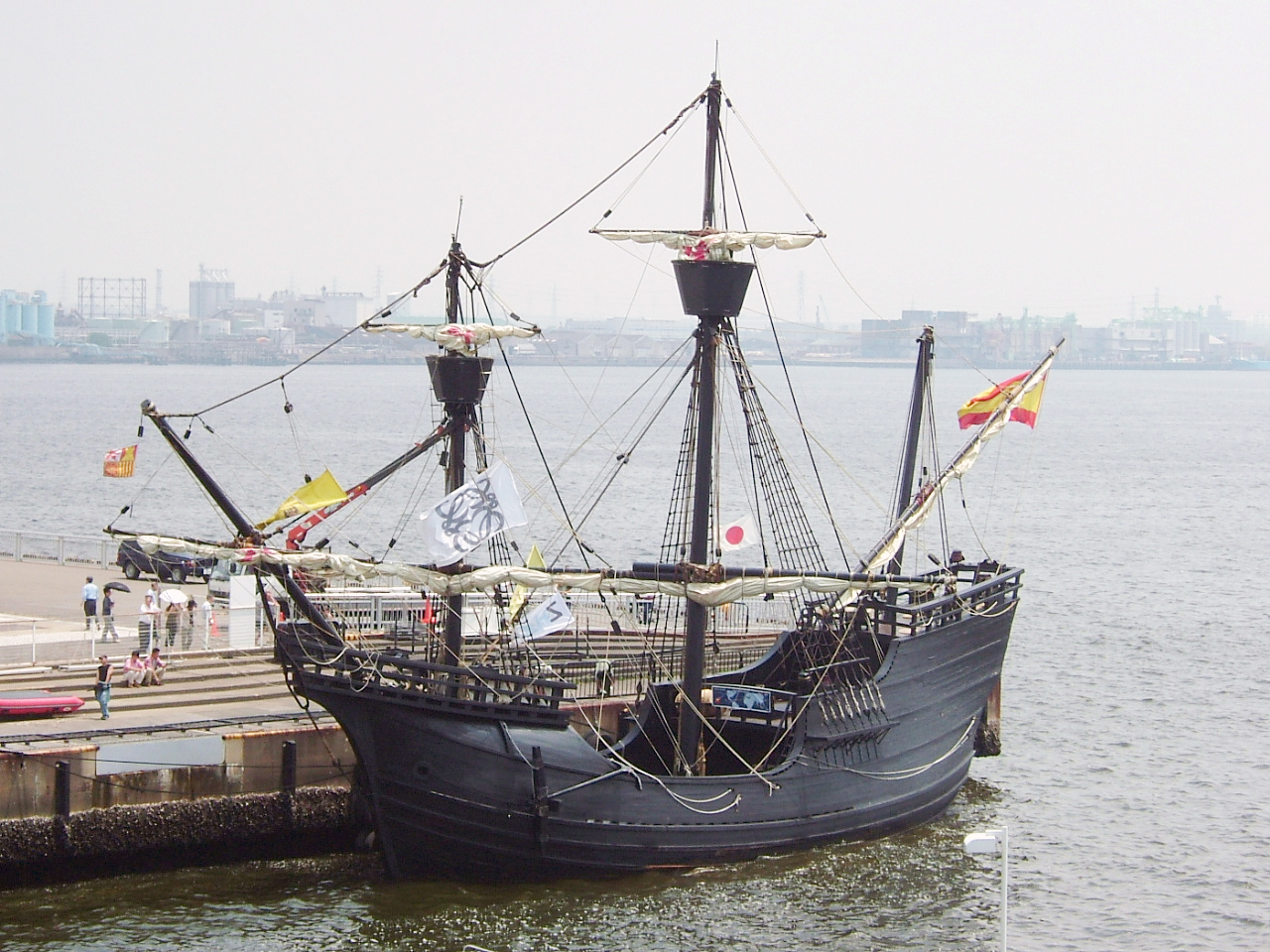
Nao Victoria, rèplica de 1991 realitzada a Illa Cristina amb la qual Magallanes va arribar a les Filipines.

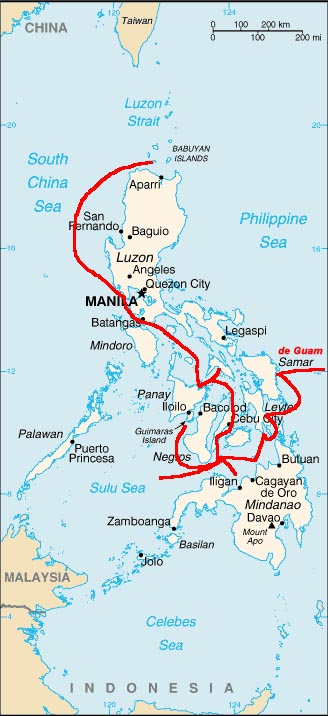
Ruta de Legazpi en l'arxipèlag filipí.

En l'època virregnal de 1521, el navegant Fernando de Magallanes al servei d'Espanya va arribar a l'arxipèlag filipí i va prendre possessió jurídica de les illes, sota el tron espanyol, però sense deixar un sol soldat o espanyol qualsevol a les illes que valgués la colonització d'Espanya. Encara que se sabia que els indígenes eren summament dòcils i més es volia arrabassar el poder de Portugal a les Índies Orientals, Hernán Cortés va enviar tres vaixells rumb a Àsia, que van salpar de Zihuatanejo el 1527. En el camí dos d'ells van naufragar, i el tercer va arribar, però no va tornar per no haver trobat el corrent del retorn. Després el 1541, Ruy López de Villalobos va ser enviat pel virrei Antonio de Mendoza per encapçalar una expedició cap a les Índies Orientals a la recerca de noves rutes comercials. La seva expedició va partir de Barra de Navidad a 1542 a bord de quatre caravel·les.
El 1543 la flota va tocar la costa sud de l'illa de Luzón (Filipines), on van explorar la costa i van fer contacte amb els dòcils indígenes malais. D'allà van partir més a l'orient fins a arribar a l'illa de Leyte i les va anomenar "Les Illes Filipines" en honor del rei Felip II. A causa de la fam i d'un vaixell que es va arruïnar per un accident de navegació, l'expedició va ser desastrosa i es van haver d'anar a buscar refugi a les Moluques, domini portuguès, i després d'algunes escaramusses van ser presos presos. Villalobos va morir pres el 1544 a l'illa d'Amboyna. La resta de la tripulació va aconseguir escapar i tornar a Nova Espanya, on van comptar les històries al virrei, i així es va considerar part de la Nova Espanya la Capitania General de les Filipines.
L'intent de colonització de les Filipines no va acabar aquí. El Virrei Luis de Velasco va encarregar a Miguel López de Legazpi fer-se a la mar en una nova expedició. Va salpar de Barra de Navidad, Nova Galícia (actualment Jalisco), el 21 de novembre de 1564 i en el viatge va conquistar Guam, les Illes de Saavedra (Illes Marshall) i les Illes Mariannes (escalant aquí), i va tocar Samar el 27 d'abril de 1565. Hàbilment, López de Legazpi va evitar hostilitzar als habitants de les illes, que es deia que  ensenyaven ni més per més les vergonyes a l'aire , i no va trobar resistència per explorar.
Per l'escassetat de productes, Legazpi es va veure forçat a traslladar d'illa en illa i expandir els dominis allà. El moviment va ser fàcil, ja que a les illes, igual que a Mèxic, els clans estaven enfrontats i Legazpi va aconseguir establir fàcilment lligams d'amistat que li van permetre moure's d'illa en illa, aixecant a poc els primers assentaments espanyols: la Villa del Santíssimo Nombre de Jesús i Villa de San Miguel.

## Descobriment de la ruta

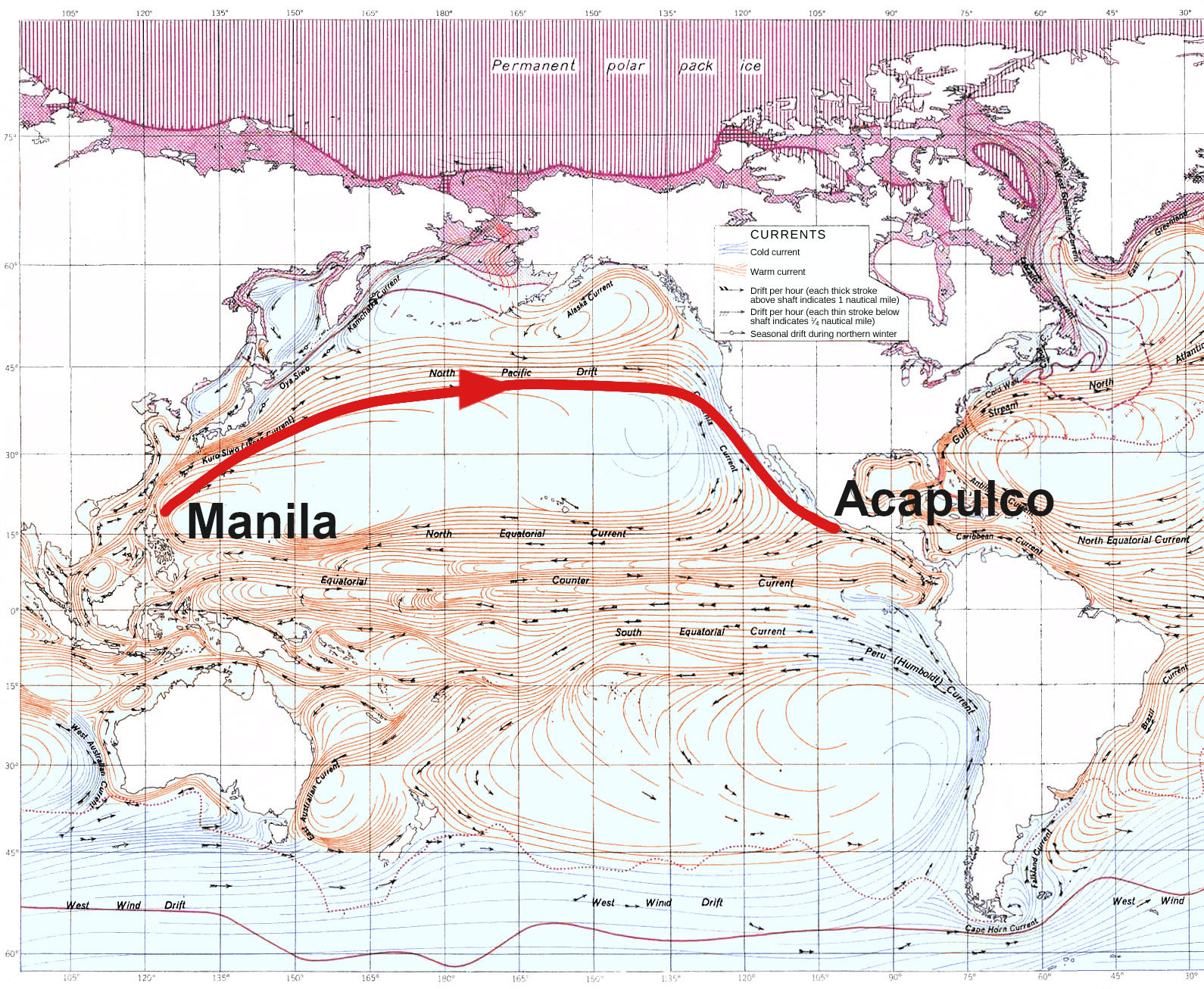
Ruta del tornaviaje de les Filipines a Acapulco, Mèxic

El galió de Manila-Acapulco va començar quan Andrés de Urdaneta, navegant en un comboi comandat per Miguel López de Legazpi, va descobrir una ruta de tornada des de la ciutat de Cebu a Mèxic el 1565. Intentant tornar a la flota, alguns es van dividir en direcció sud. Urdaneta va raonar que els vents alisis del Pacífic podrien moure's en un bucle com feien els vents de l'Atlàntic. Si en Atlàntic els vaixells donaven una volta àmplia (la  Volta Do Mar) cap a l'oest per recollir els vents que els portaven de tornada de Madeira, llavors, va pensar, navegant més cap al nord abans de dirigir a l'est anava a recollir els vents alisis que el durien de tornada a la costa oest d'Amèrica del Nord. Encara que es va embarcar a 38 graus Nord abans de virar cap a l'est, el seu pressentiment va donar els seus fruits, i va arribar a la costa prop del termino Mendocino, en l'actual Califòrnia, i després va seguir la costa sud, fins San Blas i després a Acapulco. La major part de la seva tripulació va morir en el primer viatge llarg, ja que no portaven provisions suficients.
Al segle xviii es va comprendre que una ruta menys al nord era també suficient, però els navegants del galió tenien ben clara la prohibició per accidentada costa de Califòrnia si quedaven immobilitzats per la boira. Segons l'historiador William Lytle Schurz
:
| «                       | En general, es dirigien a terra quan queia la costa, en algun lloc entre punta Concepció i el cabo San Lucas… Després de tot, eren fonamentalment vaixells mercants, i el negoci de l'exploració queia fora del seu camp, encara que les oportunitats de descobriments fossin benvingudes. | » |
| — William Lytle Schurz: | |   |

La primera motivació per a l'exploració de l'Alta Califòrnia va ser trobar possibles escales per als galions de Manila desgastats pel mar en l'última etapa del seu viatge. Les primeres propostes van arribar al cap de poc, però a finals del segle xviii alguns dels galions de Manila feien escala a Monterrey.
Els viatges eren llargs i durs i molta gent moria en ells, víctimes de l'escorbut o de la fam. Hi havia ocasions en què es pagaven enormes sumes de diners per la carn fresca de les rates que pul·lulaven a les bodegues. A tot això hi calia sumar el perill de les incursions pirates, encara que, tenint en compte que en els més de 250 anys que va durar aquesta ruta comercial només van ser atrapats quatre galions, es pot dir que el problema de la pirateria era bastant secundari. Altres problemes eren els temporals i la calma, ja que en no haver-hi vent no hi havia cap altre mitjà (rems) perquè els galions avancessin.

## Comerç d'espècies

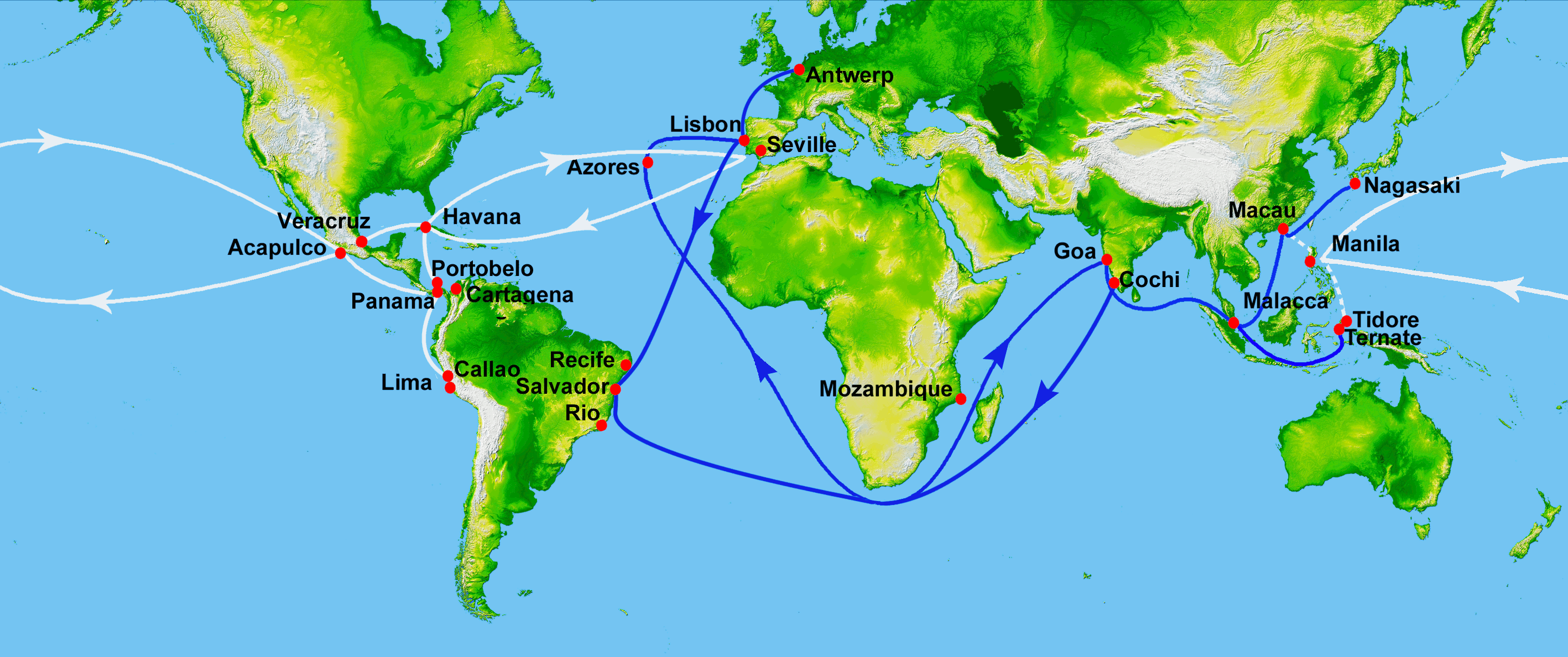
La ruta comercial Manila-Acapulco es va iniciar el 1568 (blanc) i la ruta comercial rival portuguesa de l'est (blau) des de 1479-1640.

El comerç va servir com a font fonamental d'ingressos en els negocis dels colons espanyols que vivien a les illes Filipines. Un total de 110 galions de Manila es van fer a la mar en els dos-cents cinquanta anys del galió de Manila-Acapulco (1565-1815). Fins a 1593, tres o més vaixells salpaven a l'any de cada port. El comerç de Manila es va arribar a convertir en una cosa tan lucrativa que els comerciants de Sevilla van elevar al rei Felip II de Castella una queixa sobre les seves pèrdues, i van aconseguir que, el 1593, una llei que establís un límit de només dos vaixells navegant cada any partint de qualsevol dels ports, amb un queda en reserva a Acapulco i un altre a Manila. Una «armada», una escorta armada, també admetia.
Amb aquestes limitacions era fonamental construir el Galeon el més gran possible, arribant a ser la classe de vaixells coneguts construïts més gran en qualsevol lloc fins aquest moment. Al segle xvi, tenien de mitjana de 1.700 a 2.000 tones, i eren construïts amb fustes de les Filipines i podien portar a un miler de passatgers. La  Concepció, que va naufragar el 1638, tenia una eslora de 43 a 49 m (140-160 peus) i desplaçava unes 2.000 tones. El Santísisma Trinidad tenia 51,5 m de llarg. La majoria dels vaixells van ser construïts a les Filipines i només vuit a Mèxic. El galió de Manila-Acapulco va acabar quan Mèxic va aconseguir la seva independència d'Espanya el 1821, després que la corona espanyola prengués el control directe de les Filipines. (Això va ser possible a mitjans dels anys 1800 amb la invenció dels vaixells de vapor i l'obertura del canal de Suez, que va reduir el temps de viatge d'Espanya a les Filipines a quaranta dies.)
Els galions portaven espècies (pebre, clau i canyella), porcellana, ivori, laca i elaborades teles (tafetans, sedes, vellut, ras), recollides tant de les illes de les Espècies com de la costa asiàtica del Pacífic, mercaderies que es venien en els mercats europeus. També portaven artesania xinesa, paravents japonesos, ventalls, espases japoneses, catifes perses, gerros de la dinastia Ming i una infinitat de productes més. Àsia oriental comerciava principalment amb un estàndard de plata, i els béns eren comprats principalment amb la plata mexicana. Els carregaments van ser transportats per terra a través de Mèxic fins al port de Veracruz, al golf de Mèxic, on van ser reembarcar la flota d'Índies amb destinació a Espanya. Aquesta ruta va ser l'alternativa de viatge cap a l'oest per l'oceà Índic, i al voltant del cap de Bona Esperança, que estava reservada a Portugal d'acord amb el tractat de Tordesillas. També evitava l'escala en els ports controlats pels poders de la competència, com Portugal i els Països Baixos. Des dels primers dies de l'exploració, els espanyols sabien que el continent americà era molt més estret a través de l'istme de Panamà que a través de Mèxic. Es va tractar d'establir una cruïlla regular per terra allà, però l'espessa selva, i la malària ho van fer impossible.
Calien quatre mesos per poder creuar l'oceà Pacífic entre Manila i Acapulco i els galions eren el principal vincle entre les Filipines i la capital del virregnat a la Ciutat de Mèxic i des d'allà amb la metròpoli. Molts dels anomenats «Kaštil» o espanyols a les Filipines eren en realitat d'origen mexicà, i la cultura hispana de les Filipines està bastant propera a la cultura mexicana. Així que quan Mèxic finalment va obtenir la seva independència, els dos països van continuar amb el comerç, amb l'excepció d'un breu període de calma durant la guerra Hispano-Nord-americana. Els galions de Manila van navegar al Pacífic durant gairebé tres segles, proporcionant a Espanya els seus carregaments d'articles de luxe, beneficis econòmics i intercanvi cultural.
Els naufragis dels galions de Manila són llegendes seguides només pels naufragis dels galions al Carib. El 1568, el mateix vaixell de Miguel López de Legazpi, la  San Pablo  (300 tones), va ser el primer galió de Manila en ser destruït en el camí cap a Mèxic.

## Hawaii

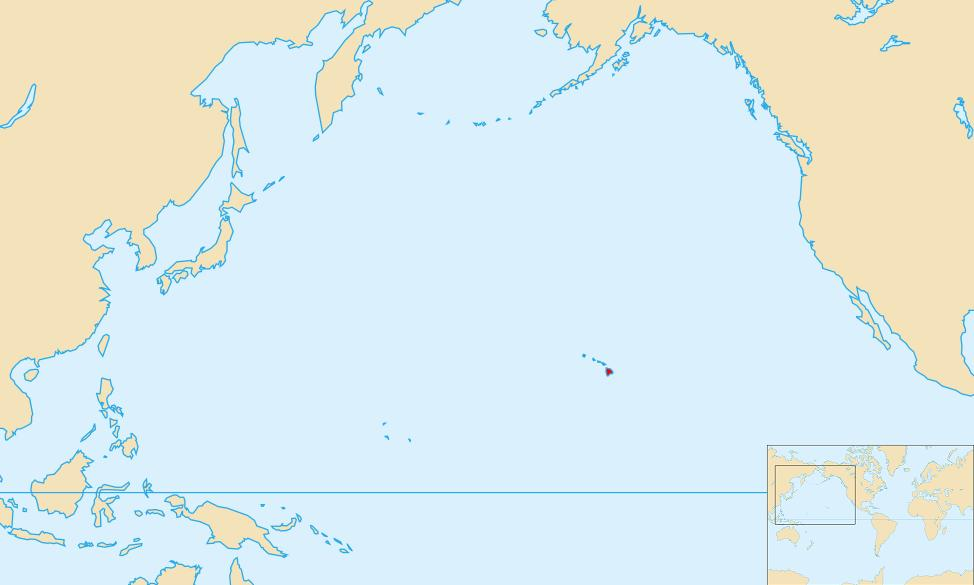
L'oceà Pacífic amb el Mauna Kea destacat.

Durant 200 anys, centenars de galions de Manila van viatjar des de l'actual Mèxic a les Filipines, amb la seva ruta discorre al sud de les illes hawaianes. I, no obstant no hi ha registres històrics sobre que hi hagués hagut qualsevol tipus de contacte entre ambdues cultures. Historiadors britànics com Henry Kamen sosté que els espanyols no tenien la capacitat d'explorar adequadament l'oceà Pacífic, i que no van ser capaços de trobar les illes, que estaven a una latitud 20° al nord de la ruta dels galions; però la realitat és que els Galions espanyols van dominar el comerç trans-pacífic durant dos segles i mig, i van ser expedicions espanyoles les que van descobrir la ruta entre Àsia i Amèrica (del Galió de Manila), amb les Marianes, les Carolines i les Filipines al Pacífic Nord, així com les Tuvalu, les Marqueses, les Salomó i Nova Guinea al Pacífic Sud. Expedicions espanyoles cercant la "Terra Australis" van descobrir les illes Pitcairn i les Noves Hèbrides (avui Vanuatu) al segle xvii. Encara avui l'illa principal de l'arxipèlag de les Vanuatu es diu Esperit Sant, batejada així per Pedro Fernández de Quirós el 1606.
Existeixen possibilitats de que exploradors espanyols arribessin accidentalment a les illes Hawaii dos segles abans de la primera visita del capità James Cook el 1778. Ruy López de Villalobos va comandar una flota de sis vaixells que va partir d'Acapulco el 1542 amb un marí espanyol anomenat Juan Gaetano a bord com a pilot. Depenent de la interpretació, els informes de Gaetano semblen descriure el descobriment de Hawaii o de les illes Marshall el 1555. Si es tractés de Hawaii, Gaetano hauria estat un dels primers europeus que van arribar a les illes. La majoria dels estudiosos han rebutjat aquests arguments per no tenir credibilitat.
A partir de 1565, la ruta descoberta per Andrés de Urdaneta va permetre als galions de Manila navegar regularment entre Mèxic i Filipines establint un comerç transpacífic que duraria dos segles i mig. El rumb exacte d'aquestes rutes es va mantenir en secret per protegir els vaixells espanyols de la competència d'altres potències europees, i dels pirates anglesos i neerlandesos. A causa d'aquesta política de secretisme, és possible que navegants espanyols descobrissin Hawaii però no donessin a conèixer aquest descobriment a causa d'aquesta política de discreció i, que per tant, hauria romàs desconegut per a la història. Del relat de Gaetano s'entén que les illes Hawaii no tenien recursos minerals com or o plata, i en conseqüència no hi hauria hagut interès en colonitzar-les. Els arxius espanyols contenen una carta marina que mostra unes illes en la mateixa latitud de Hawaii, però amb una longitud de deu graus més a l'est de l'arxipèlag. En aquest manuscrit, l'illa de Maui apareix amb el nom de «La Desgraciada», i el que sembla l'illa de Hawaii apareix com «La Mesa». Illes semblants a Kahoolawe, Lanai i Molokai apareixen com «Los Monjes».

William Ellis, un escriptor i missioner al segle xix de Hawaii, va registrar diversos contes populars sobre estrangers que haurien visitat Hawaii abans del primer contacte amb Cook. Segons l'escriptor hawaià Herb Kawainui Kane, una d'aquestes històries:
| «                    | (...) afectava a set estrangers que van desembarcar vuit generacions anteriors a la badia Kealakekua en un vaixell pintat amb un tendal o dosser sobre la popa. Anaven vestits amb peces de vestir de blanc i groc, i un portava una espasa a un costat i una ploma en el barret. Al desembarcar, es va agenollar en oració. Els hawaians, més útils amb els més indefensos, els van rebre amablement. Els estrangers en última instància es van casar amb les famílies dels caps, però els seus noms no van poder ser inclosos en les genealogies | (...) concerned seven foreigners who landed eight generations earlier at Kealakekua Bay in a Painted boat with an awning or canopy over the Stern. They were Dressed in clothing of white and yellow, and one wore a sword at his side and a feather in his hat. On landing, they kneeled down in prayer. The Hawaiians, most helpful to those who were most Helpless, received them kindly. The Strangers ultimately married into the families of Chiefs, but their names could not be included in genealogies. | » |
| — Herb Kawainui Kane | | |   |

Avui encara continua el debat sobre si les illes Hawaii van ser realment visitades pels espanyols el segle xvi. amb alguns investigadors, com Richard W. Rogers, a la recerca de proves de restes de naufragis espanyols.

## Galió de Manila alseglexvii
- San Francisco, va naufragar el 1609, prop de Chiba, Japó.[16]
- Concepción, va naufragar el 1638
- Santíssima Trinidad

## Galió de Manila alseglexviii
Aquesta és una llista de navilis del segle xviii que van servir com galió de Manila:
- Nuestra Señora de la Guía, Santo Cristo de la Misericordia y San Francisco de las Lágrimas (construït el 1727): Més conegut pel nom de la Guia, seria el primer navili construït a les Filipines segons les noves proporcions d'Antonio Gaztañeta.[17]
- Nuestra Señora de Covadonga (construït el 1730)
- Nuestra Señora del Pilar de Zaragoza (construït el 1731)
- Nuestra Señora del Rosario y los Santos Reyes (construït el 1741)
- Nuestra Señora del Rosario y San Juan Bautista (entrat en servei el 1747)
- Santísima Trinidad y Nuestra Señora del Buen Fin (construït el 1751)